# 茅坪镇 (城步县)
茅坪镇，是中华人民共和国湖南省邵陽市城步苗族自治县下辖的一个乡镇级行政单位。

## 行政区划
茅坪镇下辖以下地区：
第一社区、第二社区、第三社区、土桥村、金塔村、白竹山村、桐龙村、奇龙村、坪水村、玺坪水村、胡山界村、谭家冲村、大塘村、双桥村、大古村、七里山村、高茆塘村、联龙村、林科所和燕子山林场。

## 词源学
唐朝，杨姓等苗族人家从溆州迁籍到此地，自称“毛”，曰“毛坪”，后遭干旱日益荒芜，毛坪成了“茅坪”。

## 地理
茅坪镇总面积151.2平方千米。其中陆地143.23平方千米，占94.73%；水域7.97平方千米，占5.27%。
茅坪镇坐落在城步苗族自治县北部，北是西岩镇，东是新宁县，西是睢宁县，南是儒林镇。
沅江、资江、巫水流经茅坪镇。
帽子头是最高点，海拔1191米。

## 经济
茅坪镇的经济主要是农业，西瓜和柑橘是主要特产水果。矿产资源主要是：铁、铅、锌、铜、磷、石灰石。

## 人口
2015年12月，茅坪镇的人口是21,000人，苗族是主体民族，人口13,400，占63.81%，其他还有14个民族。

## 旅游景点
清风洞是茅坪镇的一座溶洞，是主要旅游景点。
龙须岩是茅坪镇的一座山，登上去可以览阅风景。

## 交通
省道219穿过茅坪镇。